# Asplenium burundense
Asplenium burundense är en svartbräkenväxtart som beskrevs av Pichi-serm. Asplenium burundense ingår i släktet Asplenium och familjen Aspleniaceae. Inga underarter finns listade.